# Job Adriaenszoon Berckheyde
Job Adriaenszoon Berckheyde (Haarlem, 1630 – 1693) è stato un pittore olandese.

## Biografia
Fratello di Gerrit Adriaenszoon Berckheyde, ebbe il merito di iniziarlo ad un genere nel quale doveva conquistare la fama, Job fu per lo più paesaggista e autore di vedute architettoniche, in cui prevalevano i toni caldi e un senso delicato della luce.

La borsa di Amsterdam, Museum Boijmans Van Beuningen, Rotterdam

A lui si devono anche dipinti di interni di chiese, come San Bavone di Haarlem  del 1674, ora al Rijksmuseum di Amsterdam, scene di genere secondo il gusto di Leida, alcune scene bibliche e persino dei ritratti. Un buon esempio della sua maniera è la Borsa di Amsterdam, che si trova nel Museum Boijmans Van Beuningen di Rotterdam.
Meno noto del fratello Gerrit, fu però artista di più forte personalità.